# Championnat d'Azerbaïdjan de football 2021-2022
Navigation
Édition précédente Édition suivante
La saison 2021-2022 du Championnat d'Azerbaïdjan de football est la trentième édition de la première division en Azerbaïdjan. Les huit meilleurs clubs du pays sont regroupés au sein d'une poule unique où ils s'affrontent quatre fois, deux fois à domicile et deux fois à l'extérieur.
Lors de cette saison, le FK Neftchi Bakou défend son titre face à 7 autres équipes.
Trois places qualificatives pour les compétitions européennes sont attribuées par le biais du championnat (1 place au premier tour de qualification de la Ligue des champions 2022-2023 et 2 places au deuxième tour de qualification de la Ligue Europa Conférence 2022-2023). Une autre place qualificative pour la Ligue Europa Conférence sera garantie au vainqueur de la Coupe d'Azerbaïdjan.

## Participants
Légende des couleurs
- Premier tour de qualification de la Ligue des champions 2021-2022
- Deuxième tour de qualification de la Ligue Europa Conférence 2021-2022

| Club          | Se maintient depuis | Classement 2020-2021 | Stade                              | Capacité théorique |
| ------------- | ------------------- | -------------------- | ---------------------------------- | ------------------ |
| Neftchi Bakou | 1992                | 1                    | Bakcell Arena                      | 11 000             |
| Qarabağ FK    | 1992                | 2                    | Azersun Arena                      | 5 800              |
| FK Sumgayit   | 2011                | 3                    | Kapital Bank Arena                 | 1 500              |
| Zirə FK       | 2015                | 4                    | Zira Olympic Sport Complex Stadium | 1 500              |
| Sabah FC      | 2019                | 5                    | Alinja Arena                       | 13 000             |
| Keşla FK      | 1999                | 6                    | Inter Arena                        | 8 125              |
| FK Qabala     | 2006                | 7                    | Gabala City Stadium                | 2 000              |
| Sabail FK     | 2018                | 8                    | Stade Bayil                        | 5 000              |

## Compétition

### Classement
Le classement est calculé avec le barème de points suivant : une victoire vaut trois points, le match nul un. La défaite ne rapporte aucun point.
En cas d'égalité de points les critères sont : 
1. le plus grand nombre de points en confrontation directe;
2. la différence de but dans les confrontations directes ;
3. plus grand nombre de buts ;
4. plus grand nombre de buts à l'extérieur dans les confrontations directes ;
5. plus grande différence de buts générale ;
6. plus grand nombre de buts marqués

| Rang | Équipe          | Pts | J  | G  | N | P  | Bp | Bc | Diff |
| ---- | --------------- | --- | -- | -- | - | -- | -- | -- | ---- |
| 1    | Qarabağ FK C    | 69  | 28 | 21 | 6 | 1  | 72 | 13 | +59  |
| 2    | Neftchi Bakou T | 50  | 28 | 15 | 5 | 8  | 42 | 31 | +11  |
| 3    | Zirə FK         | 47  | 28 | 13 | 8 | 7  | 33 | 27 | +6   |
| 4    | FK Qabala       | 45  | 28 | 12 | 9 | 7  | 38 | 34 | +4   |
| 5    | Sabah FC        | 41  | 28 | 12 | 5 | 11 | 42 | 34 | +8   |
| 6    | FK Sumgayit     | 22  | 28 | 5  | 7 | 16 | 22 | 46 | -24  |
| 7    | Shamakhi FK     | 22  | 28 | 5  | 7 | 16 | 25 | 49 | -24  |
| 8    | Sabail FK       | 15  | 28 | 4  | 3 | 21 | 17 | 57 | -40  |

Légende
- 1er : Qualification pour le premier tour de qualification de la Ligue des champions 2022-2023
- C, 2e et 3e : Qualification pour le deuxième tour de qualification de la Ligue Europa Conférence 2022-2023

Abréviations
- T : Tenant du titre
- C : Vainqueur de la Coupe d'Azerbaïdjan 2021-2022

### Résultats
| Résultats (▼dom., ►ext.)                                   | QAB | SHA | NEF | QAR | SAB | SFK | SUM | ZIR |
| FK Qabala                                                  |     | 2-1 | 1-1 | 0-0 | 1-3 | 5-0 | 2-1 | 1-1 |
| Shamakhi FK                                                | 2-3 |     | 3-2 | 1-1 | 2-0 | 2-2 | 0-2 | 0-2 |
| FK Neftchi Bakou                                           | 2-2 | 3-0 |     | 1-2 | 1-2 | 1-0 | 0-0 | 2-1 |
| Qarabağ FK                                                 | 2-0 | 1-0 | 4-0 |     | 5-1 | 3-0 | 2-0 | 2-0 |
| Sabah FC                                                   | 0-2 | 2-1 | 1-2 | 1-2 |     | 0-1 | 3-0 | 3-3 |
| Sabail FK                                                  | 0-2 | 1-2 | 1-3 | 3-1 | 0-3 |     | 1-0 | 1-2 |
| FK Sumgayit                                                | 0-0 | 1-3 | 1-1 | 0-4 | 2-0 | 2-0 |     | 0-3 |
| Zira FK                                                    | 1-2 | 2-0 | 1-2 | 1-1 | 1-1 | 3-1 | 1-0 |     |
| - Victoire à domicile - Match nul - Victoire à l'extérieur |     |     |     |     |     |     |     |     |

| Résultats (▼dom., ►ext.)                                   | QAB | SHA | NEF | QAR | SAB | SFK | SUM | ZIR |
| FK Qabala                                                  |     | 1-1 | 1-0 | 0-2 | 1-1 | 2-0 | 1-1 | 0-0 |
| Shamakhi FK                                                | 0-1 |     | 1-2 | 0-0 | 0-1 | 0-0 | 1-1 | 0-1 |
| FK Neftchi Bakou                                           | 4-0 | 3-1 |     | 1-2 | 1-0 | 2-0 | 2-1 | 1-1 |
| Qarabağ FK                                                 | 5-1 | 8-0 | 4-1 |     | 1-1 | 5-1 | 5-0 | 0-0 |
| Sabah FC                                                   | 3-0 | 5-1 | 0-1 | 0-1 |     | 1-0 | 2-2 | 3-1 |
| Sabail FK                                                  | 3-0 | 0-3 | 0-1 | 0-3 | 0-2 |     | 1-1 | 0-1 |
| FK Sumgayit                                                | 0-4 | 2-0 | 0-2 | 0-3 | 0-3 | 5-0 |     | 0-1 |
| Zira FK                                                    | 0-3 | 0-0 | 0-1 | 0-3 | 2-0 | 2-1 | 1-0 |     |
| - Victoire à domicile - Match nul - Victoire à l'extérieur |     |     |     |     |     |     |     |     |

## Tableau d'honneur
| Championnat d'Azerbaïdjan de football 2021-2022 |                       |
| Champion                                        | Qarabağ FK (9e titre) |
| Coupes et trophées                              |                       |
| Vainqueur de la Coupe d'Azerbaïdjan 2021-2022   | Qarabağ FK            |
| Qualifications continentales                    |                       |
| Ligue des champions 2022-2023                   | Qarabağ FK            |
| Ligue Europa Conférence 2022-2023               | Neftchi Bakou         |
| Ligue Europa Conférence 2022-2023               | Zirə FK               |
| Ligue Europa Conférence 2022-2023               | FK Qabala             |
| Promotions et relégations                       |                       |
| Promus en première division                     |                       |
| Relégués en deuxième division                   | Aucun                 |